# 周来强
周来强（1949年—），江苏淮安人，中国人民解放军中将。2004年接替许其亮，担任沈阳军区空军司令员。2005年授中将军衔。2012年8月转任空军副司令员，2013年退役。